# トルステン・ウィーセル
トルステン・ニルス・ウィーセル（Torsten Nils Wiesel、1924年6月3日 - ）は、スウェーデンの神経科学者。

## 伝記
ウィーセルはスウェーデンのウプサラで生まれ、1954年にカロリンスカ研究所のカール・バーナードの研究室で研究を始めた。1年後、彼はジョンズ・ホプキンス大学のステファン・クフラーの下で研究するためにアメリカ合衆国に渡った。1958年にはデイヴィッド・ヒューベルと出会い、それから20年以上続く共同研究が始まった。1959年にはハーバード大学に移った。その後1983年からはロックフェラー大学で働き、1991年に総長、1998年に名誉総長となった。1982年王立協会外国人会員選出。
2001年には、途上国の研究支援のアドバイスを行うアメリカ国立衛生研究所の委員の候補となったが、彼は保健社会福祉省長官のトミー・トンプソンのこの申し出を拒否した。この件は、ジョージ・W・ブッシュ大統領の科学軽視に対する科学者団体の申し立て書でも取り上げられた。

## 研究
ヒューベルとウィーセルの実験によって、大脳皮質における感覚情報処理に関する知見が深まった。1959年に行った実験では、麻酔したネコの視覚野に微小電極を刺入し、眼前に置いたスクリーンに明暗のパターンを映し出したときの視覚野ニューロンのスパイク発火応答を調べた。そして、ある特定の方位の棒状刺激に対してスパイク応答を示すが別の角度に対しては発火しないことを発見した。その後の研究では、刺激提示位置や方位に対して選択的に応じるニューロンどうしが規則的なルールに従って視覚野を形成していることなどを発見し、単純な刺激が複雑な像となって表れる視覚の仕組みが明らかになった。
ヒューベルとウィーセルは2つの業績によりノーベル賞を受賞した。1つ目は1960年代から70年代にかけて行った視覚野に関する研究であり、もう1つは、視覚からの信号がどのように大脳で処理され、形、動き、立体的な深さ、色などを検出しているかを示し、視覚神経生理学を創始したことについてである。彼らは子ネコの片目を眼帯などで短時間遮蔽することによって、遮蔽されない片目が遮蔽眼の視覚入力の分もカバーして視覚野に情報を送っていることを明らかにした。この研究は、弱視やある種の色盲に対する理解を深めることになった。また両眼視に必要な脳の領域を発達させることはできなかった。二人の実験によって、視覚野は幼少の早いうちから不可逆的に進化していくことが明らかとなった。これらの研究は、若年性の白内障や斜視の治療に道を開いた。彼らはまた、大脳皮質の可塑性の研究にも重大な貢献を果たした。

## 人権運動
ウィーセルは全米アカデミーの人権委員会委員長を務めている。彼は科学の悪用についての著書を書き、イスラエルやパレスチナの科学者の協力を進めている。また、グアテマラで暗殺された人類学者のミルナ・マックに関する小冊子も編集している。

## 受賞歴
- 1971年 ローゼンスティール賞（ブランダイス大学）
- 1977年 カール・スペンサー・ラシュレー賞
- 1978年 ルイザ・グロス・ホロウィッツ賞（コロンビア大学）
- 1980年 ディクソン賞医学部門（ピッツバーグ大学）
- 1981年 ノーベル生理学・医学賞[2]
- 1993年 ラルフ・W・ジェラルド賞
- 2005年 アメリカ国家科学賞生物学賞